# Liernu
 (juillet 2018).
Si vous disposez d'ouvrages ou d'articles de référence ou si vous connaissez des sites web de qualité traitant du thème abordé ici, merci de compléter l'article en donnant les références utiles à sa vérifiabilité et en les liant à la section « Notes et références ».
Liernu (en wallon Liernu) est une section de la commune belge d'Éghezée située en région wallonne dans la province de Namur.
C'était une commune à part entière avant la fusion des communes de 1977.

## Étymologie
Le nom de la localité viendrait de Lederna, désignant le ruisseau de Liernu ou de Leerne, nom sous lequel plusieurs villages flamands au terroir humide sont connus.

## Géographie

### Superficie
Le village s'étend sur 625 Ha. Le contour de la localité a une forme particulière : celle d'une main à moitié fermée dont l'index et le majeur montrent le nord.

## Évolution démographique
- Source: DGS, 1831 à 1970=recensements population, 1976= habitants au 31 décembre

## Patrimoine et culture

### Patrimoine de Liernusien

#### Le chêne millénaire
Place, église, presbytère, gros chêne et fermes. Le Chêne pédonculé de Liernu a plus de 1000 ans. Si on le dit contemporain de Charles le Grand (ou Charlemagne), le chêne 50° 35′ 03″ N, 4° 49′ 40″ E de Liernu est incontestablement un des plus gros et plus vieux d’Europe. Avec les bois voisins de Grand-Leez et de Buis, on le présente comme un des derniers vestiges de la Forêt Charbonnière qui traversait notamment une grande partie du sud de l'actuelle Belgique.
Complètement creux et crevassé, il s’assied sur une base très large (circonférence au sol : 14,24 m et à un mètre : 10,82 m ; hauteur : 18 m). Sa couronne pleine de vigueur donne toujours d’abondantes glandées. Les quelques branches maîtresses qui subsistent pèsent trois tonnes et peuvent subir des poussées de dix tonnes lors de pluies et vents violents. Les trois béquilles constituent donc un substitut au tronc creux.

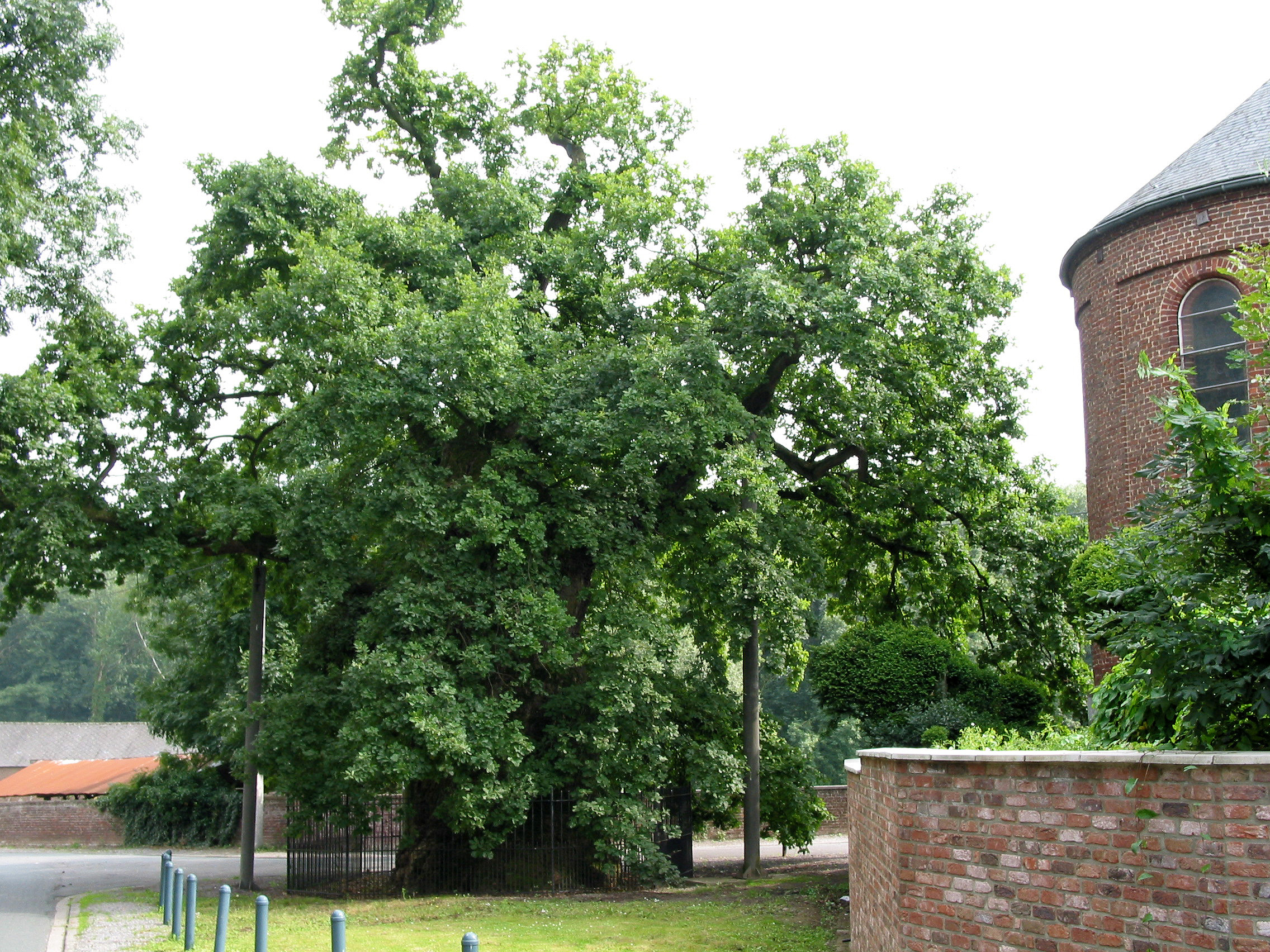
Le gros chêne millénaire.

La cavité de l’arbre a permis jadis, le rangement des outils des artisans et cultivateurs. Elle abrita aussi des joueurs de cartes et un rétameur d’Aische-en-Refail qui y installait momentanément, son atelier de travail.
Mais cette cavité était connue bien au-delà puisqu'elle servait d'abri aux pèlerins se rendant à Saint-Jacques-de-Compostelle et venant parfois d'Allemagne. Liernu est à quelques centaines de mètres de la ligne de faîte séparant les bassins de la Meuse et de l'Escaut, chemin le plus aisé pour rejoindre ceux du Rhin et de la Seine (une chaussée romaine passait déjà non loin pour les mêmes raisons).
Le chêne accueillit sous ses branches, les mayeurs et échevins qui y rendaient la justice et traitaient les affaires de la communauté. L’une ou l’autre de ses branches a-t-elle peut-être également servi de potence pour les criminels dont le corps de l’un d’eux fut exposé jusqu’à consommation (séparation du corps de la tête).
En 1836, la commune voulut abattre le chêne. Avec l’aide du gouverneur de la province de Namur, l’abbé Napoléon-Auguste Savinien s’y opposa fermement. En 1838, il transforma l’antre du chêne en une chapelle dédiée à saint Antoine Ermite, Égyptien et père du monachisme, prétendent certains. En 1898, un grillage entoura le chêne, afin de le protéger définitivement.
Dès 1924, l’État belge prit le chêne sous sa coupe. L'arbre devint un monument classé le 4 avril 1939. Depuis 1992, il est élevé au rang de patrimoine immobilier exceptionnel de la Région wallonne.
Le 15 décembre 1978, naissait la Confrérie du Gros-Chêne de Liernu qui s’attribuait comme missions essentielles, la sauvegarde et la promotion du chêne millénaire.
Depuis 1981, le Gros-Chêne de Liernu est jumelé avec le chêne-chapelle d’Allouville-Bellefosse, en Normandie (France). En 1991, on célébrait à Liernu, le cousinage avec le chêne des Bosses de Châtillon, dans le canton du Jura en Suisse. C’est ainsi que le chêne de Liernu créait la Chaîne des (vieux et gros) Chênes (classés ou protégés) d’Europe. Depuis quelques mois, la Confrérie rêve d’accueillir un quatrième chêne nommé le Chêne à la Vierge, sis au Grand-Duché de Luxembourg.
En novembre 2015, le Gros-Chêne de Liernu est devenu l'Arbre belge de l'année 2015.

#### La Ferme de la Cour
La Ferme de la Cour (Liernu) a vu sa grange classée en 1987. Elle a fait l'objet d'une étude approfondie de l'historien Luc-Francis Genicot, pour établir sa datation précise par des analyses du bois de la charpente à 1675-1676. Elle est située à cent mètres à l'arrière de l'église, en face de la place.

#### La Ferme de la Rigadrie et Motte Del Rigadrie
La Ferme de la Rigauderie est un ancien fief cité depuis le XIVe siècle et avec à l'arrière une Motte dans lequel on a trouvé des vestiges indiquant une activité de l'époque romaine au Moyen Âge.  

#### Eglise Saint-Jean-Baptiste
Construite en deux phase, la première en style classique réalisée en 1793 par le chapitre de Saint-Lambert de Liège, qui concerne la tour, annexes et les nefs ; la deuxième à laquelle se rapportent le transept, le chœur et les sacristie, réalisée en 1897 en style néo-roman sur les plans de l'architecte Lange.

### Culture

#### Gastronomie
Depuis 2013, le restaurant étoilé L'Air du Temps (2 étoiles au Guide Michelin depuis 2008) du chef Sang Hoon Degeimbre est établi à Liernu.

## Galerie

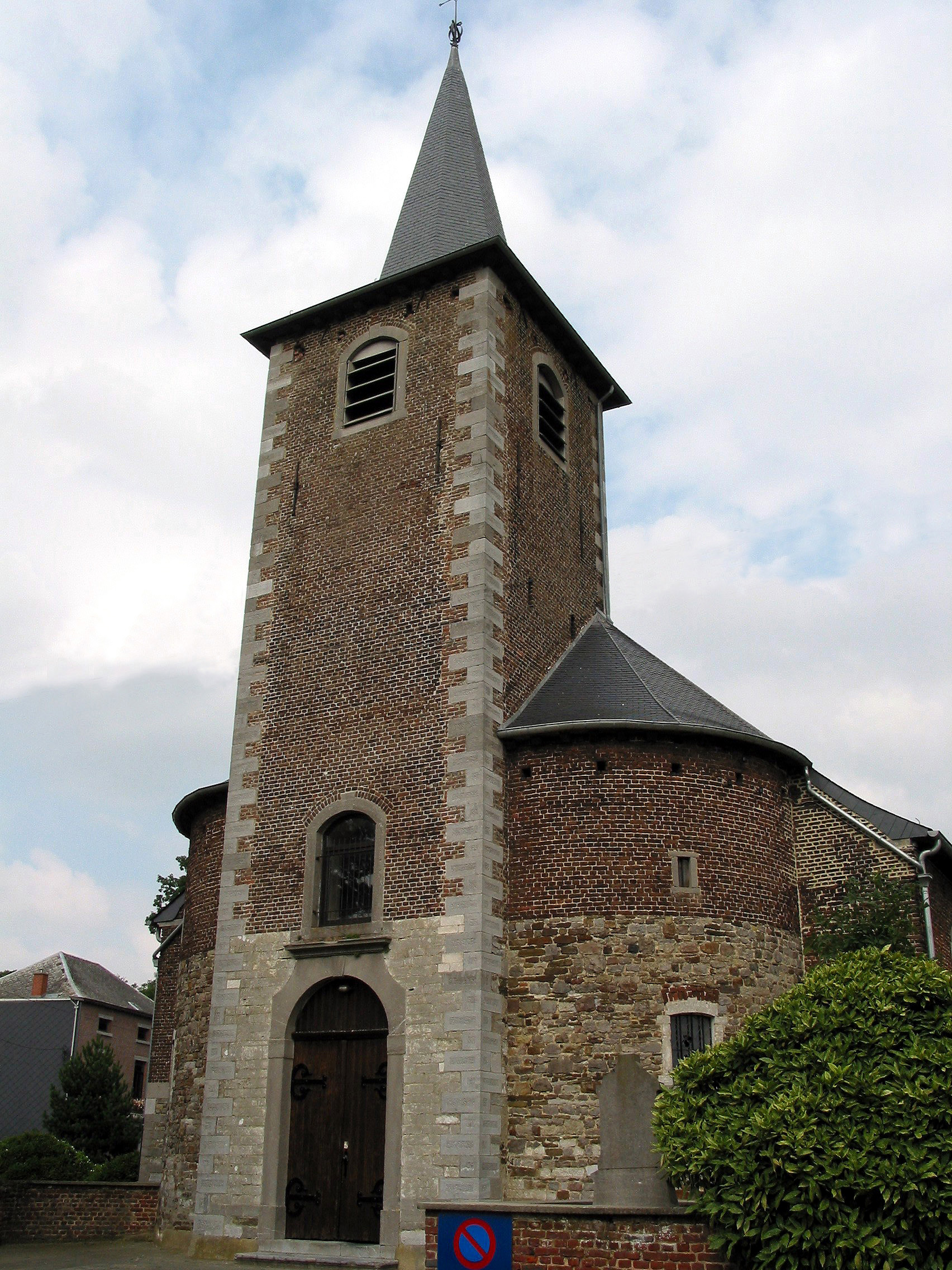
l’église Saint-Jean-Baptiste.
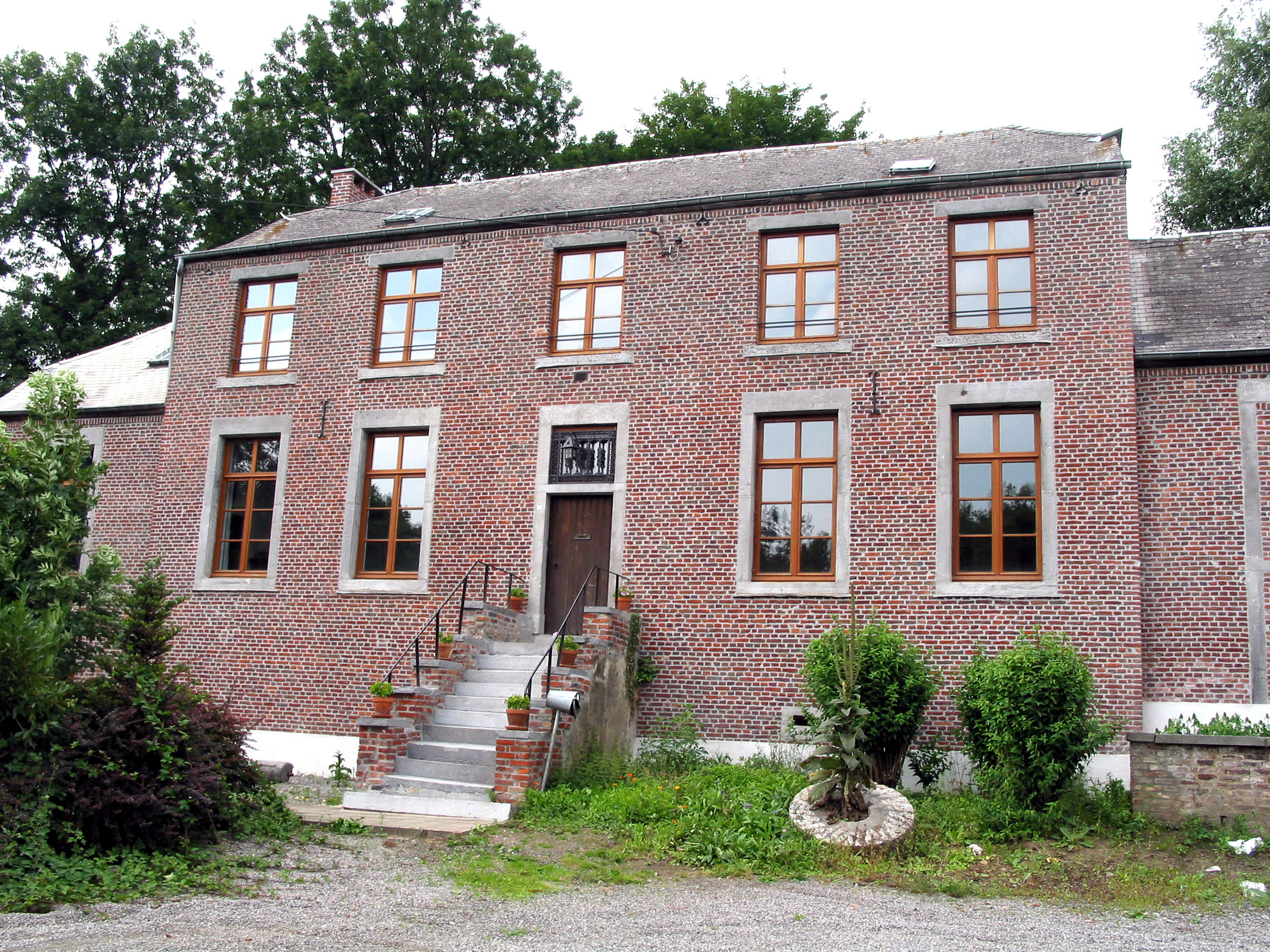
Presbytere de Liernu.
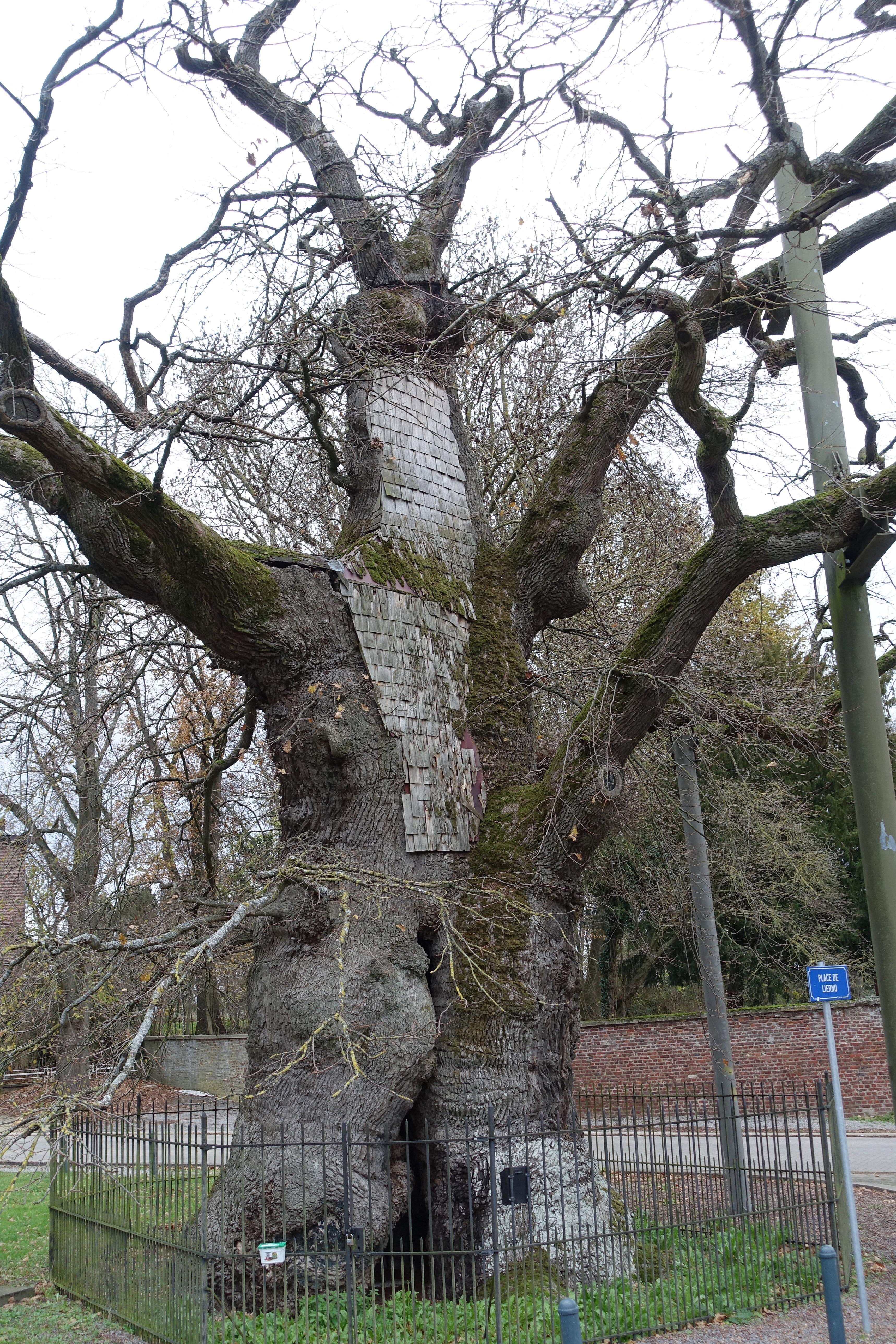
Gros Chêne de Liernu.
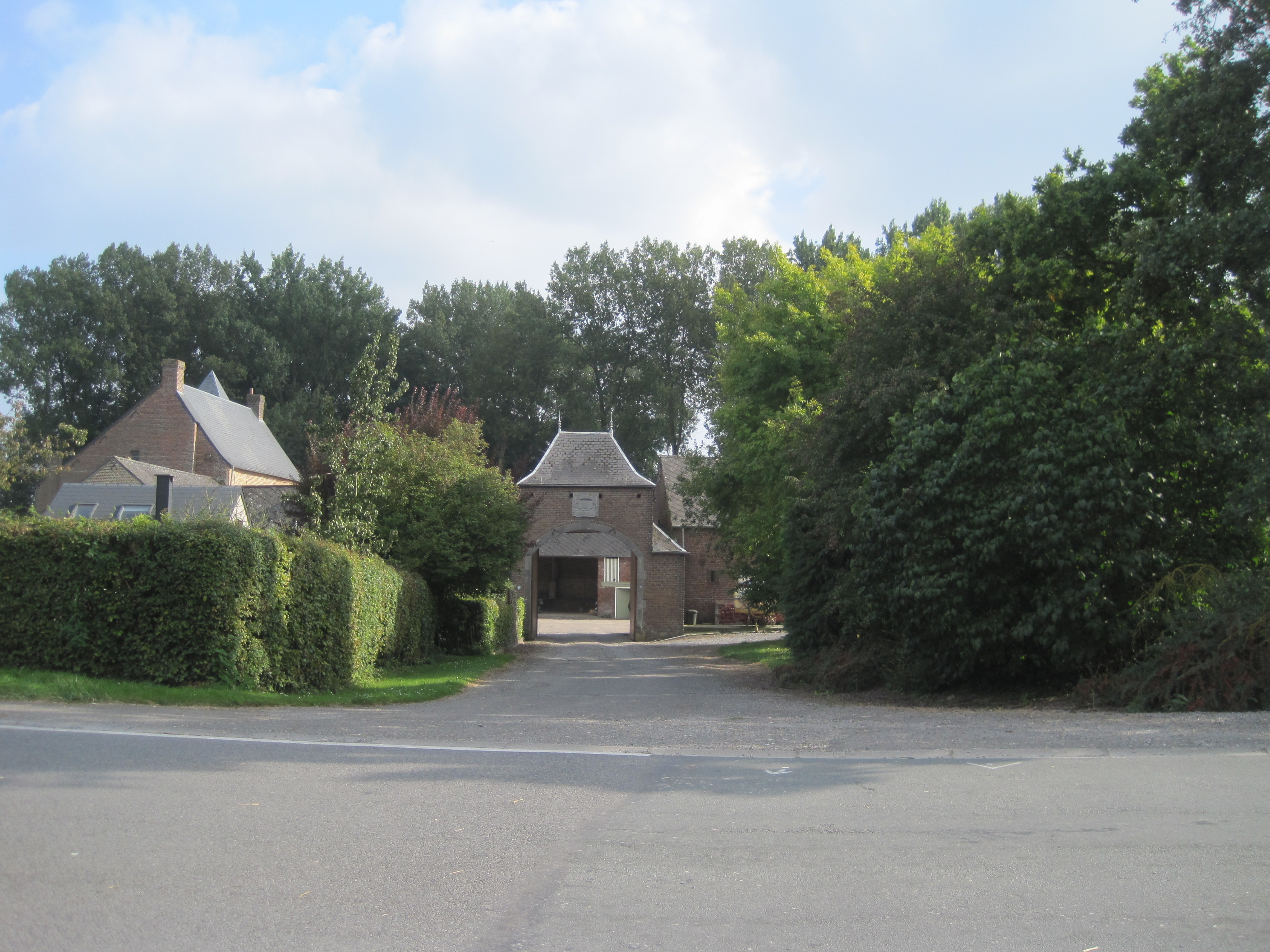
Ferme de la Cour, entrée.
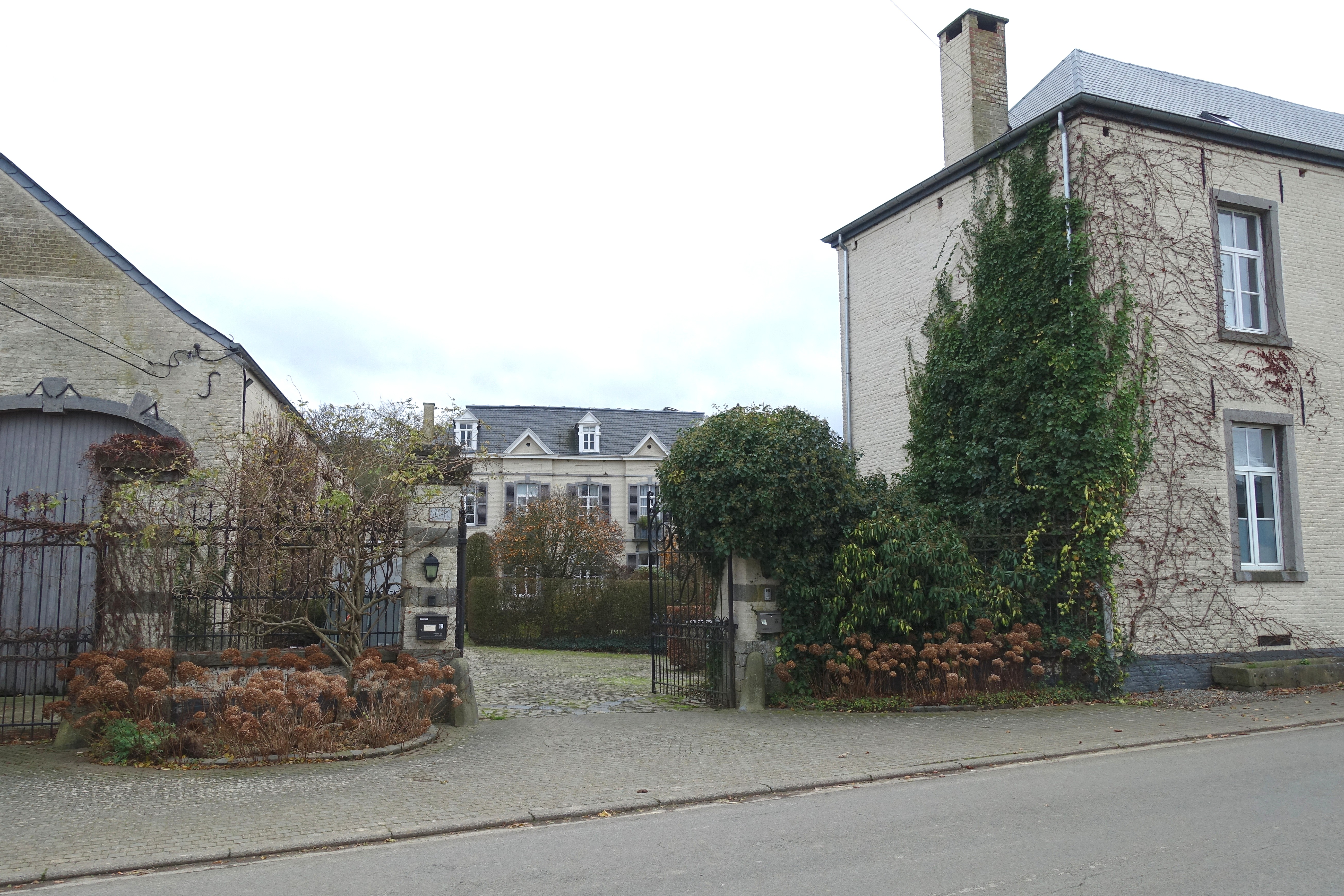
Ferme de la Natoye.
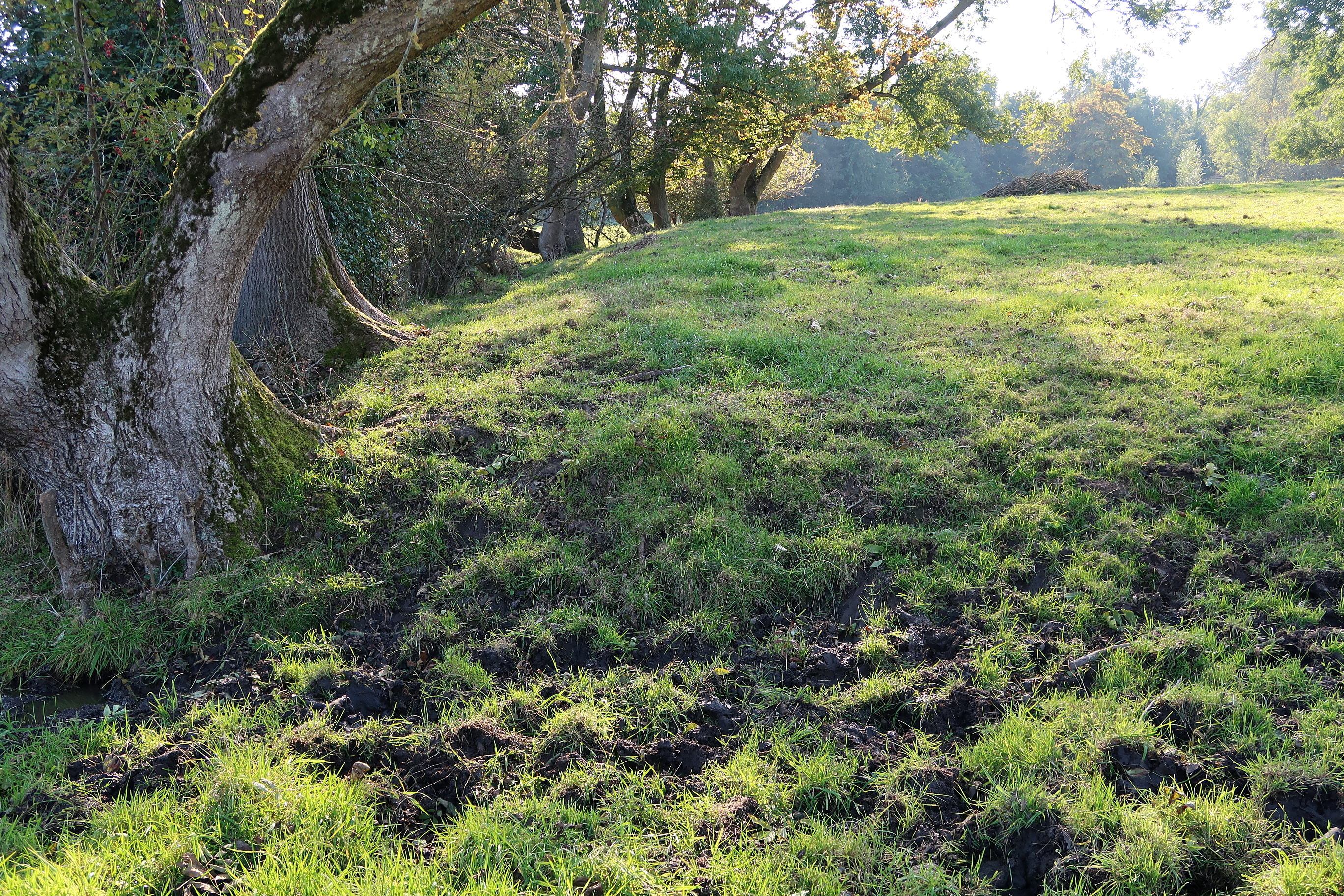
Motte Del Rigadrie, motte féodale.